# Dragon Quest Treasures
Dragon Quest Treasures (ドラゴンクエスト トレジャーズ 蒼き瞳と大空の羅針盤?) è un videogioco di ruolo del 2022 pubblicato da Square Enix per Nintendo Switch. Nel 2023 è stata distribuita una versione per Microsoft Windows.
Spin-off della serie Dragon Quest, Dragon Quest Treasures costituisce un prequel di Dragon Quest XI.

## Accoglienza
Secondo la rivista Famitsū nella prima settimana di lancio in Giappone Dragon Quest Treasures ha venduto 143 650 copie per Nintendo Switch.